# میشل بون‌وی
میشل بون‌وی (فرانسوی: Michel Bonnevie‎; ۱۹ نوامبر ۱۹۲۱ – ۶ سپتامبر ۲۰۱۸) بازیکن بسکتبال اهل فرانسه بود.